# شنود شبکه‌ای
استراق سمع شبکه، که به عنوان حملهٔ استراق سمع، حملهٔ شنود یا حملهٔ جاسوسی نیز شناخته می‌شود، روشی است که از طریق اینترنت اطلاعات کاربر را بازیابی می‌کند. این حمله روی دستگاه‌های الکترونیکی مانند رایانه‌ها و تلفن‌های هوشمند رخ می‌دهد. این حمله شبکه معمولاً در هنگام استفاده از شبکه‌های ناامن، مانند اتصالات وای‌فای عمومی یا دستگاه‌های الکترونیکی مشترک رخ می‌دهد. حملات استراق سمع از طریق شبکه به عنوان یکی از فوری‌ترین تهدیدها در صنایع وابسته به جمع‌آوری و ذخیره داده‌ها در نظر گرفته می‌شود. کاربران اینترنت از استراق سمع از طریق اینترنت برای بهبود امنیت اطلاعات استفاده می‌کنند.
یک استراق سمع کنندهٔ معمولی شبکه ممکن است یک هکر کلاه سیاه نامیده شود و به عنوان یک هکر سطح پایین در نظر گرفته می‌شود زیرا استراق سمع شبکه به سادگی قابل انجام است. تهدید استراق سمع کنندگان شبکه یک نگرانی رو به رشد است. تحقیقات و بحث‌هایی در دید عموم مطرح می‌شود، برای مثال، انواع استراق سمع، ابزارهای منبع باز و ابزارهای تجاری برای جلوگیری از استراق سمع. مدل‌هایی علیه تلاش‌های استراق سمع شبکه ساخته و توسعه یافته‌اند زیرا حریم خصوصی به‌طور فزاینده‌ای ارزشمند می‌شود. بخش‌هایی دربارهٔ موارد تلاش‌های موفقیت‌آمیز استراق سمع شبکه و قوانین و سیاست‌های آن در آژانس امنیت ملی ذکر شده است. برخی قوانین شامل قانون حریم خصوصی ارتباطات الکترونیکی و قانون نظارت بر اطلاعات خارجی است.

## انواع حملات
انواع استراق سمع شبکه شامل دخالت در فرایند رمزگشایی پیام‌ها در سیستم‌های ارتباطی، تلاش برای دسترسی به اسناد ذخیره‌شده در یک سیستم شبکه، و گوش دادن به دستگاه‌های الکترونیکی است. انواع عبارتند از نظارت الکترونیکی عملکرد و سیستم‌های کنترل، لاگ‌گیری کلید، حملات مرد میانی، مشاهده گره‌های خروجی در یک شبکه، و «اسکایپ و تایپ».

### سیستم‌های نظارت الکترونیکی عملکرد و کنترل (EPMCSs)
سیستم‌های نظارت الکترونیکی عملکرد و کنترل توسط کارمندان یا شرکت‌ها و سازمان‌ها استفاده می‌شوند تا اقدام‌ها یا عملکردهای کارفرمایان را جمع‌آوری، ذخیره، تحلیل و گزارش دهند. آغاز این سیستم برای افزایش کارایی کارگران استفاده می‌شود، اما مواردی از استراق سمع ناخواسته می‌تواند رخ دهد، برای مثال، زمانی که تماس‌های تلفنی یا مکالمات عادی کارکنان ضبط می‌شود.

### لاگ‌گیری کلید
لاگ‌گیری کلید برنامه‌ای است که می‌تواند فرایند نوشتن کاربر را نظارت کند. می‌تواند برای تحلیل فعالیت‌های تایپ کاربر استفاده شود، زیرا لاگ‌گیری کلید اطلاعات دقیقی در مورد فعالیت‌هایی مانند سرعت تایپ، مکث‌ها، حذف متن و سایر رفتارها ارائه می‌دهد. با نظارت بر فعالیت‌ها و صداهای ضربه‌های کلید، پیامی که توسط کاربر تایپ می‌شود می‌تواند ترجمه شود. اگرچه سیستم‌های لاگ‌گیری کلید توضیحی برای مکث‌ها یا حذف متن ارائه نمی‌دهند، اما به مهاجمان اجازه می‌دهد تا اطلاعات متنی را تحلیل کنند. لاگ‌گیری کلید می‌تواند با دستگاه‌های ردیابی چشم استفاده شود که حرکات چشم کاربر را برای تعیین الگوهای تایپ کاربر نظارت می‌کنند که می‌تواند برای توضیح دلایل مکث‌ها یا حذف متن استفاده شود.

### حمله مرد میانی (MitM)
حمله مرد میانی یک روش استراق سمع فعال است که به سیستم شبکه نفوذ می‌کند. می‌تواند اطلاعات ارسال شده بین دو طرف را بدون اینکه کسی متوجه شود بازیابی و تغییر دهد. مهاجم سیستم‌های ارتباطی را ربوده و کنترل انتقال داده را به دست می‌گیرد، اما نمی‌تواند پیام‌های صوتی که مانند کاربران واقعی به نظر می‌رسند را درج کند. مهاجمان همچنین ارتباطات مستقلی را از طریق سیستم با کاربران ایجاد می‌کنند و وانمود می‌کنند که مکالمه بین کاربران خصوصی است.
«مرد میانی» در زمینه اجتماعی نیز می‌تواند به عنوان «مخفی‌کار» (lurker) اشاره شود. یک مخفی‌کار فردی است که به ندرت یا هرگز چیزی به صورت آنلاین پست نمی‌کند، اما به صورت آنلاین باقی می‌ماند و اقدامات سایر کاربران را مشاهده می‌کند. مخفی‌کاری می‌تواند ارزشمند باشد زیرا به افراد اجازه می‌دهد از دیگر کاربران دانش کسب کنند. با این حال، مانند استراق سمع، مخفی‌کاری در اطلاعات خصوصی دیگر کاربران حریم خصوصی و هنجارهای اجتماعی را نقض می‌کند.

### مشاهده گره‌های خروجی
شبکه‌های توزیع‌شده از جمله شبکه‌های ارتباطی معمولاً به گونه‌ای طراحی شده‌اند که گره‌ها می‌توانند به صورت آزادانه وارد و خارج شبکه شوند. با این حال، این خطر را ایجاد می‌کند که حملات می‌توانند به راحتی به سیستم دسترسی پیدا کنند و ممکن است عواقب جدی ایجاد کنند، برای مثال، نشت شماره تلفن یا شماره کارت اعتباری کاربر. در بسیاری از مسیرهای شبکه ناشناس، آخرین گره قبل از خروج از شبکه ممکن است حاوی اطلاعات واقعی ارسال شده توسط کاربران باشد. گره‌های خروج تور یک مثال هستند. تور یک سیستم ارتباطی ناشناس است که به کاربران اجازه می‌دهد آدرس‌های IP خود را پنهان کنند. همچنین دارای لایه‌های رمزنگاری است که از اطلاعات ارسال شده بین کاربران در برابر تلاش‌های استراق سمع برای مشاهده ترافیک شبکه محافظت می‌کند. با این حال، گره‌های خروج تور برای استراق سمع در انتهای ترافیک شبکه استفاده می‌شوند. آخرین گره در مسیر شبکه که از طریق ترافیک جریان دارد، برای مثال گره‌های خروج تور، می‌تواند اطلاعات یا پیام‌های اصلی که بین کاربران مختلف منتقل شده است را به دست آورد.

### اسکایپ و تایپ (S&T)
اسکایپ و تایپ (S&T) یک حمله استراق سمع صوتی صفحه‌کلید جدید است که از VoIP استفاده می‌کند. S&T عملی است و می‌تواند در بسیاری از برنامه‌های دنیای واقعی استفاده شود، زیرا نیاز ندارد که مهاجمان به قربانی نزدیک باشند و می‌تواند با تنها برخی از ضربه‌های کلید نشتی کار کند نه همهٔ آنها. با داشتن دانش از الگوهای تایپ قربانی، مهاجمان می‌توانند به دقت ۹۱٫۷٪ در تایپ قربانی دست یابند. دستگاه‌های ضبط مختلف از جمله میکروفون‌های لپ‌تاپ، تلفن‌های هوشمند و میکروفون‌های هدست می‌توانند توسط مهاجمان برای استراق سمع سبک و سرعت تایپ قربانی استفاده شوند. این امر به ویژه زمانی خطرناک است که مهاجمان بدانند قربانی به چه زبانی تایپ می‌کند.

## ابزارهایی برای جلوگیری از حملات استراق سمع
برنامه‌های کامپیوتری که کد منبع سیستم را به صورت رایگان یا برای استفاده تجاری با عموم به اشتراک می‌گذارند می‌توانند برای جلوگیری از استراق سمع شبکه استفاده شوند. آنها اغلب برای تطبیق با سیستم‌های شبکه مختلف اصلاح می‌شوند، و ابزارها در وظیفه‌ای که انجام می‌دهند خاص هستند. در این مورد، استاندارد رمزنگاری پیشرفته-۲۵۶، Bro, Chaosreader, CommView، فایروال‌ها، آژانس‌های امنیتی، Snort, Tcptrace و Wireshark ابزارهایی هستند که به امنیت شبکه و استراق سمع شبکه می‌پردازند.

### استاندارد رمزنگاری پیشرفته-۲۵۶ (AES-256)
این یک حالت زنجیره‌ای کردن بلوک رمز (CBC) برای پیام‌های رمزگذاری شده و کدهای پیام مبتنی بر هش است. AES-256 شامل ۲۵۶ کلید برای شناسایی کاربر واقعی است و استانداردی را نشان می‌دهد که برای تأمین امنیت بسیاری از لایه‌های اینترنت استفاده می‌شود. AES-256 توسط برنامه‌های تلفن زوم استفاده می‌شود که به رمزگذاری پیام‌های چت ارسال شده توسط کاربران زوم کمک می‌کند. اگر این ویژگی در برنامه استفاده شود، کاربران تنها چت‌های رمزگذاری‌شده را هنگام استفاده از برنامه مشاهده خواهند کرد و اعلان‌های یک چت رمزگذاری‌شده بدون محتوای دخیل ارسال می‌شود.

### Bro
Bro یک سیستم است که مهاجمان شبکه و ترافیک غیرعادی در اینترنت را تشخیص می‌دهد. این سیستم در دانشگاه کالیفرنیا، برکلی پدید آمد که نفوذ سیستم‌های شبکه را تشخیص می‌دهد. این سیستم به‌طور پیش‌فرض برای تشخیص استراق سمع اعمال نمی‌شود، اما می‌تواند به یک ابزار تحلیل آفلاین برای حملات استراق سمع اصلاح شود. Bro تحت سیستم‌عامل‌های Digital Unix, FreeBSD, IRIX, SunOS و Solaris اجرا می‌شود، با پیاده‌سازی تقریباً ۲۲٬۰۰۰ خط ++C و ۱٬۹۰۰ خط Bro. این سیستم هنوز در فرایند توسعه برای کاربردهای دنیای واقعی است.

### Chaosreader
Chaosreader نسخه ساده‌شده بسیاری از ابزارهای استراق سمع منبع باز است. این ابزار صفحات HTML را در مورد محتوای زمانی که یک نفوذ شبکه تشخیص داده می‌شود ایجاد می‌کند. هیچ اقدامی هنگام وقوع حمله انجام نمی‌شود و تنها اطلاعاتی مانند زمان، مکان شبکه‌ای که کاربر در حال تلاش برای حمله به آن است ضبط می‌شود.

### CommView
CommView به سیستم‌های ویندوزی اختصاص دارد که کاربردهای دنیای واقعی را به دلیل استفاده از سیستم خاص خود محدود می‌کند. این ابزار ترافیک شبکه و تلاش‌های استراق سمع را با استفاده از تحلیل و رمزگشایی بسته‌ها ضبط می‌کند.

### فایروال‌ها
فناوری فایروال ترافیک شبکه را فیلتر می‌کند و کاربران مخرب را از حمله به سیستم شبکه مسدود می‌کند. این ابزار از نفوذ کاربران به شبکه‌های خصوصی جلوگیری می‌کند. داشتن یک فایروال در ورودی یک سیستم شبکه نیاز به احراز هویت کاربر قبل از اجازه انجام اقدامات توسط کاربران دارد. انواع مختلفی از فناوری‌های فایروال وجود دارد که می‌توانند به انواع مختلفی از شبکه‌ها اعمال شوند.

### آژانس‌های امنیتی
عامل شناسایی گره امن یک عامل متحرک است که برای تشخیص گره‌های همسایه امن و اطلاع‌رسانی به سیستم نظارت بر گره (NMOA) استفاده می‌شود. NMOA در داخل گره‌ها باقی می‌ماند و انرژی مصرف‌شده را نظارت می‌کند و اطلاعاتی دربارهٔ گره‌ها از جمله شناسه گره، موقعیت، قدرت سیگنال، شمارش هاپ و موارد دیگر دریافت می‌کند. این ابزار گره‌های نزدیک که در حال خروج از محدوده هستند را با مقایسه قدرت سیگنال تشخیص می‌دهد. NMOA سیگنال‌هایی به عامل شناسایی گره امن (SNIA) ارسال می‌کند و اطلاعات گره‌های همسایه را به‌روزرسانی می‌کند. بورد سیاه گره یک پایگاه دانش است که عوامل را می‌خواند و به‌روزرسانی می‌کند و به عنوان مغز سیستم امنیتی عمل می‌کند. عامل مدیریت کلید گره زمانی ایجاد می‌شود که یک کلید رمزگذاری به سیستم وارد شود. این ابزار برای حفاظت از کلید استفاده می‌شود و اغلب بین وسایل خودگردان زیرآب (AUVs), که ربات‌های زیرآبی هستند که داده‌ها و گره‌ها را منتقل می‌کنند، استفاده می‌شود.

### Snort
Snort در بسیاری از سیستم‌ها استفاده می‌شود و می‌تواند در حالت آفلاین با استفاده از stream4 اجرا شود. Stream4 پیش‌پردازش‌گرهایی را با گزینه دیگری از جریان بازسازی می‌کند. ویژگی وصله snort-reply اغلب برای بازسازی اجراها استفاده می‌شود. این ابزار در حال حاضر توسط سیسکو توسعه یافته و به عنوان یک سیستم تشخیص نفوذ شبکه رایگان عمل می‌کند.

### Tcptrace
Tcptrace برای تحلیل رهگیری‌های شبکه مبتنی بر pcap استفاده می‌شود، که یک برنامه کاربردی دریافت بسته است که ترافیک شبکه را تشخیص می‌دهد. این ابزار دارای یک ویژگی مهم است که حملات استراق سمع را نظارت می‌کند و می‌تواند جریان‌های TCP ضبط‌شده را بازسازی کند.

### Wireshark
Wireshark، که به نام Ethereal نیز شناخته می‌شود، یک ابزار استراق سمع منبع باز به‌طور گسترده استفاده شده در دنیای واقعی است. بیشتر ویژگی‌های Ethereal بسته‌محور هستند و حاوی گزینه بازسازی TCP برای آزمایش‌های ردیابی تلاش‌های نفوذ هستند.

## مدل‌هایی علیه حملات
مدل‌هایی برای امنیت اطلاعات سیستم‌های ذخیره‌شده به صورت آنلاین ساخته شده‌اند و می‌توانند به سیستم‌های خاصی اختصاص داشته باشند، برای مثال، حفاظت از اسناد موجود، جلوگیری از حملات به پردازش پیام‌های فوری در شبکه و ایجاد اسناد جعلی برای ردیابی کاربران مخرب.

### اسناد فریبنده با بیکن
اسنادی که حاوی اطلاعات جعلی اما خصوصی هستند، مانند شماره‌های تأمین اجتماعی ساختگی، شماره حساب‌های بانکی و اطلاعات گذرنامه، عمداً در یک سرور وب قرار داده می‌شوند. این اسناد دارای بیکن‌هایی هستند که زمانی که کاربر تلاش می‌کند آنها را باز کند، فعال می‌شوند و سپس به یک سایت دیگر اطلاع می‌دهند که زمان دسترسی به اسناد و آدرس IP کاربر را ثبت می‌کند. اطلاعات جمع‌آوری‌شده از بیکن‌ها سپس به‌طور منظم به گره‌های خروج تور ارسال می‌شود که در نتیجه کاربر در عمل مخرب گرفتار می‌شود.

### طرح رمزنگاری پروانه‌ای
طرح رمزنگاری پروانه‌ای از تمبرهای زمانی و به‌روزرسانی بذرهای مولد اعداد شبه تصادفی (PRNG) در یک سیستم شبکه استفاده می‌کند تا کلیدهای احراز هویت و پارامترهای پیام‌های رمزگذاری‌شده برای ارسال را تولید کند. این طرح می‌تواند در نهادهایی که به دنبال یک طرح امنیتی با هزینه نسبتاً کم اما کارآمد هستند اجرا شود و می‌تواند در سیستم‌های مختلف کار کند زیرا طراحی ساده‌ای دارد که برای اهداف خاص به راحتی اصلاح می‌شود. طرح رمزنگاری پروانه‌ای مؤثر است زیرا از یک پارامتر متغیر استفاده می‌کند و دارای تمبر زمانی غیرقابل پیش‌بینی است که یک سیستم امنیتی سطح بالا ایجاد می‌کند.

### تلفن‌های رمزنگاری (Cfones)
Cfones یک مدل ساخته‌شده برای حفاظت از ارتباطات VoIP است. این مدل از پروتکل رشته‌های احراز هویت کوتاه (SAS) استفاده می‌کند که نیازمند است کاربران کلیدهایی را مبادله کنند تا اطمینان حاصل شود که هیچ نفوذی در سیستم وجود ندارد. این مدل به سیستم‌های ارتباطی که شامل پیام‌های صوتی و پیام‌های متنی می‌شوند اختصاص دارد. در این مدل، یک رشته به کاربران واقعی داده می‌شود و برای اتصال به کاربر دیگر، رشته‌ها باید مبادله شوند و با هم مطابقت داشته باشند. اگر کاربر دیگری سعی کند به سیستم نفوذ کند، رشته مطابقت نخواهد داشت و Cfones مهاجمان را از ورود به شبکه مسدود می‌کند. این مدل به‌طور خاص برای جلوگیری از حملات مرد میانی است.

### طرح‌های اختلال دوستانه (DFJ و OFJ)
طرح‌های اختلال دوستانه (DFJ و OFJ) مدل‌هایی هستند که می‌توانند با ایجاد اختلال عمدی در شبکه زمانی که یک کاربر ناشناخته در نزدیکی منطقه محافظت شده است، خطر استراق سمع را کاهش دهند. مدل‌ها با احتمال حملات استراق سمع در یک محیط آزمایشی آزمایش می‌شوند و مشخص شده است که احتمال حملات کمتر از سیستمی است که هیچ طرح اختلال دوستانه در آن نصب نشده است. یکی از ویژگی‌های طرح‌های DFJ و OFJ این است که مدل‌ها یک منطقه امن با پوشش گسترده ارائه می‌دهند که به‌طور مؤثری در برابر استراق سمع‌کنندگان محافظت می‌کند.

### طرح رمزنگاری هانی (HE)
طرح رمزنگاری هانی برای تقویت حفاظت از اطلاعات خصوصی سیستم‌های پیام‌رسانی فوری، از جمله واتساپ و اسنپ‌چت، و همچنین ردیابی اطلاعات استراق سمع‌کننده استفاده می‌شود. HE حاوی متن‌های ساده جعلی اما مشابه در طی مرحله رمزگشایی فرایند پیام‌رسانی فوری با یک کلید نادرست است. این کار باعث می‌شود پیام‌هایی که استراق سمع‌کننده سعی در رمزگشایی آنها دارد به پیام‌های بی‌معنی تبدیل شوند. طرح‌های HE در سیستم‌های خاصی محدود نمی‌شوند از جمله سیستم‌های پیام‌رسانی فوری، گذرواژه‌ها و کارت‌های اعتباری. با این حال، اعمال آن در سیستم‌های دیگر هنوز یک کار دشوار است زیرا تغییراتی در داخل طرح باید انجام شود تا با سیستم سازگار شود.

### چارچوب اینترنت اشیا (IoT)
چارچوب اینترنت اشیا شامل چهار لایه از اقدامات امنیتی است که عبارتند از لایه مدیریت، لایه ابر، لایه دروازه و لایه دستگاه اینترنت اشیا. لایه مدیریت برنامه‌های وب و موبایل را مدیریت می‌کند. لایه ابر بر مدیریت خدمات و منابع نظارت دارد. این لایه به عنوان یک نقطه دسترسی برای کاربران برای اتصال به سایر خدمات اینترنتی عمل می‌کند. لایه دروازه ماژول فیلتر کردن بسته‌ها را مدیریت می‌کند. این لایه شبکه‌های انتهایی خدمات را متصل می‌کند، اسناد یا اطلاعات را پردازش می‌کند و شامل وظایف امنیتی از جمله احراز هویت، مجوز و رمزنگاری است. دو وظیفه اصلی لایه دروازه تشخیص کاربران و انجام فیلتر کردن کاربر واقعی و کاربران مخرب است. لایه دستگاه اینترنت اشیا بر عملکرد لایه دروازه نظارت می‌کند و دوباره بررسی می‌کند که آیا همه کاربران مخرب از شبکه حذف شده‌اند، به‌طور خاص، تصدیق یک مکانیزم برای اندازه‌گیری یکپارچگی نقطه پایان است و در صورت لزوم گره‌ها را از شبکه حذف می‌کند.

## موارد استراق سمع شبکه
اعتماد کامل به دستگاه‌های شبکه یا شرکت‌های شبکه می‌تواند پرخطر باشد. کاربران دستگاه‌ها اغلب از تهدیدهای اینترنت آگاه نیستند و انتخاب می‌کنند اهمیت حفاظت از اطلاعات شخصی خود را نادیده بگیرند. این امر راه را برای هکرهای مخرب برای دسترسی به داده‌های خصوصی که ممکن است کاربران از آن آگاه نباشند، باز می‌کند. چند مورد از استراق سمع شبکه که در اینجا بحث شده‌اند عبارتند از علی‌پی و رایانش ابری.

### علی‌پی
اطلاعات خصوصی از یک کاربر برنامه‌های پرداخت موبایل، در این مورد علی‌پی، با استفاده از شناسایی سلسله مراتبی خاص برای برنامه‌های پرداخت موبایل بازیابی می‌شود. سیستم ابتدا برنامه استفاده شده را از داده‌های ترافیک شناسایی می‌کند، سپس اقدامات متمایز کاربر را در برنامه دسته‌بندی می‌کند، و در نهایت مراحل جامع در هر اقدام را تشخیص می‌دهد. اقدامات متمایز در برنامه‌های پرداخت موبایل به چند گروه عمومی تقسیم می‌شوند، از جمله انجام پرداخت، انتقال پول بین بانک‌ها، اسکن چک‌ها و مشاهده سوابق قبلی. با طبقه‌بندی و مشاهده مراحل خاص کاربر در هر گروه از اقدامات، مهاجم ترافیک شبکه را رهگیری کرده و اطلاعات خصوصی کاربران برنامه را به دست می‌آورد. استراتژی‌هایی برای جلوگیری از این اتفاقات ارائه شده است، مانند شناسایی اثر انگشت یا چهره، و تأیید ایمیل یا پیامکی اقدامات انجام شده در برنامه.

### رایانش ابری
رایانش ابری یک مدل رایانشی است که دسترسی به بسیاری از منابع پیکربندی‌شده مختلف، از جمله سرورها، ذخیره‌سازی، برنامه‌ها و خدمات را فراهم می‌کند. طبیعت رایانش ابری آن را در معرض تهدیدهای امنیتی قرار می‌دهد، و مهاجمان می‌توانند به راحتی در رایانش ابری استراق سمع کنند. به ویژه، یک مهاجم می‌تواند به سادگی مرکز داده ماشین مجازی مورد استفاده توسط رایانش ابری را شناسایی کرده و اطلاعاتی در مورد آدرس IP و نام دامنه مرکز داده به دست آورد. این امر زمانی خطرناک می‌شود که مهاجم به کلیدهای رمزنگاری خصوصی برای سرورهای خاص دسترسی پیدا کند که ممکن است داده‌های ذخیره‌شده در ابر را به دست آورند. برای مثال، پلتفرم Amazon EC2 مستقر در سیاتل، واشینگتن، ایالات متحده، زمانی در معرض چنین مسائلی بود، اما اکنون از خدمات وب آمازون (AWS) برای مدیریت کلیدهای رمزنگاری خود استفاده می‌کند.

### پرونده‌های پزشکی
گاهی اوقات کاربران می‌توانند انتخاب کنند که چه چیزی را به صورت آنلاین قرار دهند و باید مسئولیت اقدامات خود را بر عهده بگیرند، از جمله اینکه آیا کاربر باید عکسی از شماره تأمین اجتماعی خود بگیرد و آن را از طریق یک برنامه پیام‌رسانی ارسال کند یا خیر. با این حال، داده‌هایی مانند پرونده‌های پزشکی یا حساب‌های بانکی در یک سیستم شبکه‌ای ذخیره می‌شوند که شرکت‌ها نیز مسئول امنیت داده‌های کاربران هستند. پرونده‌های پزشکی بیماران می‌توانند توسط شرکت‌های بیمه، آزمایشگاه‌های پزشکی یا شرکت‌های تبلیغاتی برای منافع خود دزدیده شوند. اطلاعاتی مانند نام، شماره تأمین اجتماعی، آدرس منزل، آدرس ایمیل و سابقه تشخیص بیماری می‌توانند برای ردیابی یک فرد استفاده شوند. گزارش‌های استراق سمع از سابقه پزشکی بیمار غیرقانونی و خطرناک است. برای مقابله با تهدیدهای شبکه، بسیاری از مؤسسات پزشکی از احراز هویت نقطه پایان، پروتکل‌های رمزنگاری و رمزگذاری داده‌ها استفاده کرده‌اند.